# Пісня завтрашнього дня
Пісня завтрашнього дня (англ. A Song for Tomorrow) — англійська мелодрама 1948 року.

## Сюжет
У Дерека Ворделла стається амнезія, і останнє, що він пам'ятає це красивий голос оперної співачки Гелен Максвелл. Коли він приходить до тями, то думає, що закоханий у неї. Після того як амнезія проходить, Ворделл повертається до своєї нареченої, а Гелен починає роман з його лікарем.

## У ролях
| Актор          | Роль              |
| -------------- | ----------------- |
| Евелін Маккабі | Гелен Максвелл    |
| Ральф Майкл    | Роджер Стентон    |
| Шон Ноубл      | Дерек Ворделл     |
| Джеймс Хейтер  | Ніколас Клаусманн |
| Валентайн Данн | місіс Ворделл     |
| Крістофер Лі   | Огюст             |
| Етель Колерідж | жінка в кіно      |
| Івонн Форстер  | медсестра         |
| Карлін Лорд    | костюмер Гелен    |
| Конрад Філліпс | лейтенант Фентон  |
| Мартін Бодді   | майор             |
| Сем Кідд       | сержант           |
| Локвуд Вест    | містер Стокс      |